# Кирпатовский, Игорь Дмитриевич
Игорь Дмитриевич Кирпатовский (27 июня 1927, Малая Виска, Зиновьевский округ — 27 июня 2014, Москва) — советский и российский хирург, член-корреспондент РАМН.

## Биография
Игорь Дмитриевич Кирпатовский родился 27 июня 1927 году в селе Малая Виска. В 1951 году он окончил 1-й Московский медицинский институт им. И. М. Сеченова, затем учился в аспирантуре, которую окончил в 1953 году. В 1954 году защитил кандидатскую диссертацию на тему «Фасции и клетчаточные пространства стопы». С 1953 по 1960 годы работал ассистентом на кафедре оперативной хирургии и топографической анатомии. В 1961 году защитил докторскую диссертацию на тему «Теоретические основы кишечного шва».
В 1963 году проходил 4-месячное обучение в США. После возвращения начал работу в Университете дружбы народов им. П. Лумумбы, там он организовал кафедру оперативной хирургии и топографической анатомии, заведующим которой он являлся до 1997 года.
Умер 27 июня 2014 года. Урна с прахом захоронена в закрытом колумбарии на Донском кладбище.

## Вклад в науку
Автор более 300, среди которых 13 монографий. Руководил защитой 93 диссертаций, в том числе 26 докторских. Ввёл понятие «фасциальный узел».

## Награды и премии
- академик Российской академии медико-технических наук[3]
- действительный член Нью-Йоркской академии наук[3][1]
- Заслуженный деятель науки Российской Федерации (1997)[1][2]
- звание «Почётный трансплантолог»[3]
- медаль «Ветеран труда»[2]
- нагрудный знак «Почетный работник высшего профессионального образования Российской Федерации»[2]
- орден Дружбы народов[2]
- почётный профессор РУДН[3]
- член-корреспондент РАМН по специальности «трансплантология»[1][2]